# 九龙站 (全罗南道)
九龍站（：／ Guryong yeok */?）是位于韩国全罗南道顺天市別良面九龙里的一座鐵路站，属于庆全线。

## 历史
- 1932年11月1日 - 落成使用[1]。
- 1944年6月15日 - 停止使用[2]。
- 1950年5月15日 - 重新使用[3]。

## 相鄰車站
韓國鐵道公社
慶全線
元倉－九龍－筏橋